# Florian Fuchs
Florian Fuchs (Amburgo, 10 novembre 1991) è un hockeista su prato tedesco.

## Palmarès
- Giochi olimpici

Londra 2012: oro.
Rio de Janeiro 2016: bronzo.
- Champions Trophy

Bhubaneswar 2014: oro.